# La Libertad (El Salvador)
La Libertad é um departamento de El Salvador, cuja capital é a cidade de Santa Tecla.

## Municípios
1. Antiguo Cuscatlán
2. Ciudad Arce
3. Chiltiupán
4. Colón
5. Comasagua
6. Huizúcar
7. Jayaque
8. Jicalapa
9. La Libertad
10. Nuevo Cuscatlán
11. Opico
12. Quezaltepeque
13. Sacacoyo
14. San José Villanueva
15. San Matías
16. San Pablo Tacachico
17. Santa Tecla
18. Talnique
19. Tamanique
20. Tepecoyo
21. Teotepeque
22. Zaragoza